# CityCirkel
CityCirkel, formelt linje 11, var en buslinje i og omkring Middelalderbyen i København. Linjen var en ensrettet ringlinje, der som et forsøg blev betjent af små elbusser. Linjen blev oprettet 12. juni 2009 og nedlagt 24. oktober 2010, hvor den blev erstattet af den ny linje 11A, der også overtog elbusserne. Linjen tilhørte Movia og var udliciteret til Arriva, der drev linjen fra sit garageanlæg Ryvang.
Fra begyndelsen af juli 2010 og frem til 24. oktober 2010 havde CityCirkel en aflægger i form af Tivoli Shuttle, der også blev kaldt linje 11 formelt. Den blev betjent af en enlig elbus, der kørte mellem Københavns Hovedbanegård og Tivoli Hotel. Denne linje blev også erstattet af linje 11A.

## Historie
Planerne til CityCirkel kom frem i juli 2007 efter forslag fra socialdemokraterne i Københavns Borgerrepræsentation. Tanken var at små såkaldte citybusser efter blandt andet italiensk forbillede skulle betjene Middelalderbyens smalle gader, hvor der ikke var plads til de normale store busser. Linjeføringen var endnu ikke fastlagt, men udover de smalle gader var der lagt op til at betjene Nørreport st., Vesterport st., Københavns Hovedbanegård, Kongens Nytorv og Nyhavn, sidstnævnte med forbindelse til havnebusserne. Til at begynde med var det tænkt som et forsøg, der forventedes sat i drift for alvor i slutningen af 2008.
Ideen med citybusser var ikke ny som sådan. Tilbage i efteråret 1981 havde tre minibusser således kørt på en ringlinje med udgangspunkt fra Israels Plads og kørsel ad blandt andet Åbenrå, Gammel Mønt, Pilestræde, Skindergade og Nørregade. Etableringen blev dog dengang mødt med protester fra taxivognmænd, der fandt linjen konkurrenceforvridende. Linjen eksisterede i øvrigt kun fra 16. oktober til 31. december 1981. I sommeren 1992 forsøgte det daværende HT sig med CityTourist, der var en ensrettet ringlinje fra Højbro Plads via Axeltorv, Krystalgade, Nyhavn og tilbage til Højbro Plads. Linjen, der var målrettet turister, kørte kun fra 15. juni til 13. september 1992.
Fremme i september 2007 blev de nye citybusser sendt i udbud af trafikselskabet Movia i form af en toårig kontrakt med mulighed for forlængelse i op til fire år. Busserne, ni til driften og minimum to i reserve, skulle være 5-6 m lange med plads til mindst 25 passagerer, heraf seks på faste siddepladser. Der krævedes kun en dør, som til gengæld skulle være bred nok til barnevogne og kørestole. Det sidste skulle ses i lyset af, at linjen forventedes at tiltrække en del ældre og handicappede. Den primære målgruppe var dog turister. Linjeføringen var blevet fastlagt med endestation i den daværende Amagerterminalen på H.C. Andersens Boulevard ved Rådhuspladsen og kørsel via blandt andet Hovedbanegården, Ny Vestergade, Kongens Nytorv, Nyhavn, Sankt Annæ Plads, Landemærket, Israels Plads og Vestergade. Der skulle være stoppesteder undervejs, men det meste af ruten skulle være "vinkeområde", hvor der kunne stå af og på efter behov i stil med servicebusserne.
11. marts 2008 blev det afgjort, at Arriva skulle drive linjen, og at det skulle ske med batteridrevne elbusser. Den slags kendtes fra andre lande, men i København havde eldrevne busser tidligere været trolleybusser og duobusser, der fik strøm fra køreledninger. Umiddelbart var det meningen, at busserne skulle være af typen Techo Gulliver, men de kunne ikke godkendes i Danmark på grund af bremsesystemet. I stedet anskaffedes syv meter lange busser af typen Urban 40 Elettrico med Renault-chassis fra italienske Car. Ind. Busserne skulle have hjemsted på Arrivas garageanlæg ved Vasbygade, hvor batterierne skulle oplades. Inden linjen nåede at komme i drift, blev det imidlertid af forskellige årsager besluttet at lukke bemeldte garageanlæg, hvilket skete 11. januar 2009. I stedet fik elbusserne hjemsted på garageanlægget Ryvang på Østerbro.
Tidspunktet for etableringen af linjen blev udskudt flere gange. Slutningen af 2008 blev således til 1. marts 2009, der på det tidspunkt i mellemtiden var blevet til medio april 2009, da elbusserne var halvanden måned forsinkede. En forsinkelse som Københavns Kommune og Movia var stærkt utilfredse med, og som da også medførte en modregning i den kontraktmæssige betaling.

### Premieren
Før linjen kunne indvies, var der prøvekørsler og kontrol af ruten. Elbusserne udmærkede sig ved en god acceleration og kunne føre elektricitet tilbage til batterierne, når der bremsedes på den rigtige måde. Desuden var de praktisk taget lydløse, så de kunne komme helt tæt på folk. Ruten var en blanding af gader, hvor der kørte busser i forvejen, og smalle gader, hvor der ikke kørte nogen. Det sidste krævede kontrol af nyanlagte stoppesteder, markering af vinkeområder og trafikale forhindringer. Af hensyn til den nye linje var ensretningen på Krystalgade desuden blevet vendt om.
12. juni 2009 kunne overborgmester Ritt Bjerregaard så omsider indvie linjen ved et arrangement på Højbro Plads med deltagelse af HT-Orkestret og en veteranbus fra Sporvejsmuseet Skjoldenæsholm. Tilskuerne til den regnvåde indvielse blev desuden budt på kaffe, te og kage i et telt. Linjen blev markedsført som CityCirkel men havde dog det formelle linjenummer 11. Ved indvielsen manglede der endnu en enkelt af de 11 bestilte busser, men linjen krævede imidlertid kun ni busser til selve driften. Busserne var gule med grønne CityCirkel-markeringer og linjeforløb i tagkanten ligesom A- og S-busserne. De havde desuden fået påsat den grønne miljøsommerfugl, da de ikke udledte så meget CO2 som dieselbusserne. Busserne havde plads til 13 siddende og 9 stående passagerer. Alle busser var opkaldt efter kendte københavnere som for eksempel Tove Ditlevsen, hvis bus blev den første på linjen.
Busserne havde som planlagt kun en dør i midten, der skulle bruges til både ind- og udstigning. Chaufførerne, der på den måde kom til at sidde foran døren i stedet for ud for den, blev derfor fritaget for billettering. I stedet blev der opsat et billetautomat, hvor passagerne kunne købe billetter ved at indsætte mønter. Billetterne indgik i det almindelige takstsystem og kunne derfor også bruges i andre busser, tog og metro. Tilsvarende kunne billetter og kort derfra også bruges på CityCirkel. Københavns Kommune ønskede godt nok, at kørslen på linjen skulle være gratis, men umiddelbart måtte der altså betales.
Linjeføringen svarede i store træk til det oprindeligt planlagte om end med nogle lokale justeringer. Desuden var endestationen flyttet til Frederiksborggade ved Nørreport st. Herfra gik ruten ad Nørre Voldgade - Nørregade - Vestergade - Vester Voldgade - Studiestræde - Hammerichsgade - Hovedbanegården - Tietgensgade - Ved Glyptoteket - Niels Brocks Gade - Vester Voldgade - Ny Vestergade - Frederiksholms Kanal - Vindebrogade - Højbro Plads - Store Kirkestræde - Nikolaj Plads - Lille Kongensgade - Bremerholm - Holmens Kanal - Kongens Nytorv - August Bournonvilles Passage - Heibergsgade - Peder Skrams Gade - Holbergsgade - Nyhavn - Kvæsthusgade - Sankt Annæ Plads - Bredgade - Dronningens Tværgade - Borgergade - Gothersgade - Landemærket - Krystalgade - Nørregade - Vendersgade - Linnésgade til Frederiksborggade ved Nørreport st.
Linjen blev trafikeret som en ensrettet ringlinje, der kørte i den nævnte retning mod uret rundt. Det kørtes hvert 7. minut, mandag-fredag kl. 9-20, lørdag kl. 10-16 og søndag kl. 11-15. Chaufførerne holdt pause på Vester Voldgade ved Rådhuspladsen. At linjen ikke mindst var tiltænkt turister sås af, at den passerede en række seværdigheder som Vor Frue Kirke, Tivoli, Nationalmuseet, Christiansborg, Nyhavn og Rundetårn. På dele af ruten var der vinkeområder, hvilket blev markeret af grønne prikker på fortovskanten i de relevante gader, for eksempel Store Kirkestræde, Sankt Annæ Plads, Landemærket og Krystalgade. I Nyhavn var prikkerne blevet sat på fortovet i venstre side, men det fik være, da der ikke var fortov i højre side langs kajkanten. På resten af ruten standsedes ved eksisterende eller nye stoppesteder, ligesom der også kom nogle på vinkeområderne.
I forbindelse med indvielsen udtalte Movias administerende direktør Dorthe Nøhr Pedersen: "CityCirkel er den nye bæredygtige måde at komme ind i den indre by fra knudepunkter som Nørreport, Rådhuspladsen, Kgs. nytorv og Hovedbanegården. Linje 11 er endnu et argument for at lade bilen stå og spare besværet med penge og tid til parkering. Og med de hyppige afgange behøver man ikke engang at tænke på en køreplan - CityCirkel kommer igen og igen."
Umiddelbart blev der taget godt imod den nye linje, der ifølge uofficielle optællinger foretaget af chaufførerne blev benyttet af ca. 33.000 passagerer i løbet af juli 2009. Movias eget mål for det første år var på 350.000 passagerer. Der var dog også problemer med fremkommeligheden på grund af ulovligt parkerede biler. Det kunne kræve kontakt til Parkering København for at få indsat parkeringsvagter.

### Omlægninger og Tivoli Shuttle
Allerede fra første dag blev den nye linje plaget af et problem, der skulle forblive aktuelt det meste af, hvis ikke hele, linjens levetid, nemlig vejarbejder. I første omgang betød det en mindre omlægning ved Nikolaj Plads, der dog snart blev afløst af en større via Christiansborg Slotsplads. Noget der betød, at linjen i en periode slet ikke betjente Højbro Plads, hvor indvielsen ellers havde fundet sted. Fra sidst i august 2009 kunne der dog køres ad normal rute. Det holdt dog kun til 10. november 2009, hvor det blev nødvendigt med en omlægning på grund af de forberedende arbejder til metroens Cityringen, der skulle have station på Kongens Nytorv. Omlægningen bestod i, at CityCirkel blev ført udenom torvet ad Holbergsgade og Tordenskjoldsgade til et nyt stoppested på Heibergsgade. Noget der i øvrigt betød farvel til et kuriosum, nemlig buskørsel under Det Kongelige Teaters bygning Stærekassen over August Bournonvilles Passage.
Foråret og sommeren 2010 kom til at byde på hele fire omlægninger. Den første fra 8. marts 2010 skyldtes vejarbejde på Krystalgade, så linjen i stedet måtte køre ad Gothersgade til Nørreport st., en omlægning der holdt til det sidste. Anden omlægning gjaldt fra 18. marts til ultimo september 2010, hvor vejarbejde på Dronningens Tværgade medførte en omlægning ad Landgreven, hvor der ellers ikke kørte busser. Tredje omlægning fra 29. marts til ligeledes ultimo september 2010 skyldtes arbejde ved banegraven langs med Hammerichsgade, så linjen måtte omlægges ad Jernbanegade. Endelig omlagdes den fra 2. juni til 11. august gennem kvarteret Frederiksstaden ad Toldbodgade - Amaliegade - Fredericiagade - Store Kongensgade i stedet for ad Sankt Annæ Plads - Bredgade - Dronningens Tværgade. Denne omlægning skilte sig dog lidt ud fra de andre ved kun at gælde mandag-fredag.
I begyndelsen af juli 2010 fik CityCirkel en lille aflægger i form af Tivoli Shuttle, der blev oprettet for at forbinde Hovedbanegården og Tivoli med det nye Tivoli Hotel ved Kalvebod Brygge, der trafikalt lå lidt ud til en side. Ifølge køreplanerne på stoppestederne hed den nye linje også 11, om end det ikke fremgik øverst på stoppestederne. Linjen blev betjent af en enlig elbus, normalt nr. 1952, Tove Ditlevsen, der blev udstyret med totalreklame for Tivoli. Linjen kørte alle dage kl. 11.30-23.30 og kørte i øvrigt altid med flag. Ved Hovedbanegården vendtes rundt om terminalen i Bernstorffsgade, hvilket kunne lade sig gøre ved netop at benytte de små elbusser. Ved Tivoli Hotel havde det været tanken at køre dertil ad Carsten Niebuhrs Gade og retur ad Kalvebod Brygge, men vejarbejde på førstnævnte gade medførte, at der kørtes ad Kalvebod Brygge i begge retninger.

### Nedlæggelsen
Trods de indledningsvise pæne passagertal blev CityCirkel ikke den forventede succes. I de første otte måneder var der ca. 1.500 daglige passagerer, hvilket betød at linjen havde en selvfinansieringsgrad på 8 % mod gennemsnitligt 56 % for busserne i København. Samtidig stod den for 5 % af omkostningerne, til trods for at den kun havde 0,3 % af passagerne.
På den baggrund blev det besluttet at droppe konceptet med en ringlinje og erstatte den med en mere traditionel punkt-til-punkt-linje med udvidet driftstid og kørsel i begge retninger. Derved kunne den i højere grad fungere som forbindelse gennem byen uden at sende passagererne ud på større omveje. I praksis blev det dog en sandhed med modifikationer, for den nye linje blev en bugtet en fra Tivoli Hotel via Hovedbanegården, Gammeltorv, Nørreport st., Bremerholm (modsat Kongens Nytorv) og Holbergsgade til Nyhavn. Til gengæld gav man afkald på vinkeområder og betjeningen af Middelalderbyens smalle gader så som Store Kirkestræde og Vestergade. Enkelte specialiteter blev det dog til så som kørsel ad Ny Vestergade forbi Nationalmuseets hovedindgang i retning mod Tivoli Hotel. Det var en gade, CityCirkel i forvejen havde betjent men bare i den modsatte retning.
Den nye linje arvede linjenummeret men blev samtidig gjort til en del af A-busnettet som linje 11A, hvilket rent praktisk betød, at busserne fik skiftet de grønne markeringer ud med A-bussernes røde hjørner. Linje 11A oprettedes 24. oktober 2010, hvor den erstattede både CityCirkel og Tivoli Shuttle samt linje 25, der kørte i tilslutning til forestillinger i Skuespilhuset ved Nyhavn. I første omgang var den nye linje tænkt som et forsøg, der skulle løbe frem til 12. juni 2011. Linjen fortsatte dog udover denne frist om end med et par langvarige omlægninger. Økonomien stod imidlertid stadig ikke til at redde, så i 2014 besluttede Københavns Kommune at nedlægge linjen, hvilket skete ved udgangen af året.
Efter nedlæggelsen af linje 11A blev elbusserne, der ejedes af Københavns Kommune, hensat. I begyndelsen af 2016 blev nr. 1947, Nathalie Zahle, og nr. 1956, Emma Gad, overdraget til Sporvejsmuseet Skjoldenæsholm. Nr. 1947 er efterfølgende blevet udstillet i museets busudstillingshal, der blev indviet 1. juli 2017. Nr. 1956 skal bruges til reservedele.

## Fakta
- Linjeføring ved nedlæggelsen
  - Nørreport st. - Nørre Voldgade - Nørregade - Vestergade - Vester Voldgade - Studiestræde - Hammerichsgade - Bernstorffsgade - Hovedbanegården - Tietgensgade - Ved Glyptoteket - Niels Brocks Gade - Ny Kongensgade - Vester Voldgade - Ny Vestergade - Frederiksholms Kanal - Stormbroen - Vindebrogade - Højbro - Store Kirkestræde - Nikolaj Plads - Lille Kongensgade - Bremerholm - Holmens Kanal - Holbergsgade - Tordenskjoldsgade - Heibergsgade - Peder Skrams Gade - Holbergsgade - Nyhavnsbroen - Nyhavn - Kvæsthusgade - Sankt Annæ Plads - Bredgade - Dronningens Tværgade - Borgergade - Gothersgade - Nørre Voldgade - Vendersgade - Linnésgade - Frederiksborggade - Nørreport st.[14][20][21]

- Overordnet linjevariant
  - Ensrettet ringlinje med udgangspunkt ved Nørreport st.[3]

- Materiel
  - 11, senere 10, små elbusser af typen Car. Ind. Urban 40 Elettrico garageret hos Arriva, Ryvang.[3][22]

- Bussernes internnumre og navne[28]

| - 1946 Buster Larsen - skuespiller, 1920-1993 - 1947 Natalie Zahle - kvindesagsforkæmper og skolegrundlægger, 1827-1913 - 1948 Dan Turèll - forfatter og digter, 1946-1993 - 1949 Johanne Luise Heiberg - skuespiller, 1812-1890 - 1950 Ludvig Holberg - forfatter og professor, 1684-1754 | - 1951 H.C. Ørsted - fysiker og kemiker, 1777-1851 - 1952 Tove Ditlevsen - forfatter, 1917-1976 - 1953 Storm P - satiretegner og skuespiller, 1882-1949 - 1954 Christian den 4. - konge af Danmark og Norge, 1577-1648 - 1955 Nina Bang - minister, 1866-1928 - 1956 Emma Gad - forfatter, 1852-1921 |

| 12-06-2009 | Arriva Skandinavien, Ryvang |

## Kronologisk oversigt
| Dato/periode            | Ændring |
| ----------------------- | --- |
| 12-06-2009              | CityCirkel, formelt linje 11, oprettes som ensrettet ringlinje ad følgende rute: Nørreport st. - Nørre Voldgade - Nørregade - Vestergade - Vester Voldgade - Studiestræde - Hammerichsgade - Bernstorffsgade - Hovedbanegården - Tietgensgade - Ved Glyptoteket - Niels Brocks Gade - Ny Kongensgade - Vester Voldgade - Ny Vestergade - Frederiksholms Kanal - Stormbroen - Vindebrogade - Højbro - Højbro Plads - Store Kirkestræde - Nikolaj Plads - Lille Kongensgade - Bremerholm - Holmens Kanal - Kongens Nytorv - August Bournonvilles Passage - Heibergsgade - Peder Skrams Gade - Holbergsgade - Nyhavnsbroen - Nyhavn - Kvæsthusgade - Sankt Annæ Plads - Bredgade - Dronningens Tværgade - Borgergade - Gothersgade - Landemærket - Krystalgade - Nørregade - Vendersgade - Linnésgade - Frederiksborggade - Nørreport st. Der er vinkeområder på Nørregade fra Krystalgade til Vestergade, Vestergade fra Nørregade til Kattesundet, Store Kirkestræde, Nikolaj Plads, Lille Kongensgade, Nyhavn, Kvæsthusgade, Sankt Annæ Plads, Landemærket og Krystalgade. |
| 12-06-2009 - 27-08-2009 | Omlægges ad Nikolaj Plads - Vingårdsstræde. |
| 19-06-2009 - ??-08-2009 | Omlægges ad Christiansborg Slotsplads - Holmens Kanal, dvs. uden om ovenstående. Omlægningen skyldes vejarbejde. |
| 10-11-2009              | Omlægges ad Holbergsgade - Tordenskjoldgade til Heibergsgade i stedet for ad Kongens Nytorv - August Bournonvilles Passage. Omlægningen skyldes forberedelse til bygning af ny metrostation på Kongens Nytorv. |
| 08-03-2010              | Omlægges ad Gothersgade - Nørre Voldgade i stedet for ad Landemærket - Krystalgade - Nørregade. Omlægningen skyldes vejarbejde på Krystalgade. Den var planlagt til at vare til 29. september 2010 men fortsatte i praksis til linjens nedlæggelse 24. oktober 2010. |
| 18-03-2010 - ??-09-2010 | Omlægges ad Store Kongensgade - Landgreven i stedet for ad Dronningens Tværgade - Borgergade. Omlægningen skyldes vejarbejde på Dronningens Tværgade. Den var oprindeligt udmeldt til at vare til 29. maj 2010 men forlængedes til ultimo september 2010. |
| 29-03-2010 - ??-09-2010 | Omlægges ad H.C. Andersens Boulevard - Jernbanegade i stedet for ad Studiestræde - Hammerichsgade. Omlægningen skyldes arbejde ved banegraven langs med Hammerichsgade. |
| 02-06-2010 - 11-08-2010 | Omlægges mandag-fredag ad Toldbodgade - Amaliegade - Fredericiagade - Store Kongensgade i stedet for ad Sankt Annæ Plads - Bredgade - Dronningens Tværgade. |
| 24-10-2010              | Linjen nedlægges og erstattes af ny linje 11A. |

## Tivoli Shuttle
- Linjeføring ved nedlæggelsen
  - Hovedbanegården - Bernstorffsgade - Kalvebod Brygge - Arni Magnussons Gade - Tivoli Hotel[21]

- Overordnet linjevariant
  - Hovedbanegården - Tivoli Hotel[21]

- Materiel
  - 1 lille elbus af typen Car. Ind. Urban 40 Elettrico garageret hos Arriva, Ryvang.[22][21]

| 01-07-2010 | Arriva Skandinavien A/S, Ryvang |

## Kronologisk oversigt
| Dato/periode   | Ændring |
| -------------- | --- |
| Ca. 01-07-2010 | Tivoli Shuttle, formelt linje 11, oprettes ad følgende rute: Hovedbanegården - Bernstorffsgade - Kalvebod Brygge - Arni Magnussons Gade - Tivoli Hotel. Linjen var oprindeligt planlagt til at køre ad Carsten Niebuhrs Gade mod Tivoli Hotel, men dette realiseredes ikke på grund af vejarbejde. Mod Hovedbanegården benyttedes lokalkørebanen på Kalvebod Brygge. Det er uklart, om linjen oprettedes 1. eller 4. juli 2010. |
| 24-10-2010     | Linjen nedlægges og erstattes af ny linje 11A. |